# 3. ŽNL Sisačko-moslavačka NS Sisak 2015./16.
Prvenstvo se igralo dvokružno. U viši rang (2. ŽNL Sisačko-moslavačku) se plasirao prvak NK Sunjski Sunja.

## Tablica
| Mj. | Klub                   | Sus. | Pobj. | Ner. | Por. | GR.   | Bod. |
| --- | ---------------------- | ---- | ----- | ---- | ---- | ----- | ---- |
| 1.  | NK Sunjski Sunja       | 16   | 11    | 2    | 3    | 57:18 | 35   |
| 2.  | NK Hajduk Sela         | 16   | 10    | 5    | 1    | 40:17 | 35   |
| 3.  | NK Petrovec            | 16   | 9     | 2    | 5    | 44:38 | 29   |
| 4.  | NK Mahovo              | 16   | 7     | 4    | 5    | 40:26 | 25   |
| 5.  | NK Gvozd Vrginmost     | 16   | 7     | 3    | 6    | 35:34 | 24   |
| 6.  | NK Mladost Bobovac     | 16   | 6     | 4    | 6    | 38:33 | 22   |
| 7.  | NK Posavina Prelošćica | 16   | 4     | 2    | 10   | 20:41 | 14   |
| 8.  | NK AŠK Staro Pračno    | 16   | 3     | 2    | 11   | 17:63 | 11   |
| 9.  | NK Mladost Greda       | 16   | 2     | 2    | 12   | 28:49 | 8    |

## Rezultati
| NK Petrovec – NK Mahovo 1:1 NK Hajduk Sela – NK Mladost Bobovac 0:2 NK AŠK Staro Pračno – NK Mladost Greda 1:9 NK Posavina Prelošćica – NK Gvozd Vrginmost 1:4 | NK Mladost Greda - NK Posavina Prelošćica 1:1 NK Mladost Bobovac - NK AŠK Staro Pračno 6:1 NK Mahovo - NK Hajduk Sela 4:4 NK Sunjski Sunja - NK Petrovec 7:2         | NK Hajduk Sela - NK Sunjski Sunja 1:1 NK AŠK Staro Pračno - NK Mahovo 1:5 NK Posavina Prelošćica - NK Mladost Bobovac3:3 NK Gvozd Vrginmost - NK Mladost Greda 5:3 |
| NK Mladost Bobovac - NK Gvozd Vrginmost 0:0 NK Mahovo - NK Posavina Prelošćica4:0 NK Sunjski Sunja - NK AŠK Staro Pračno 7:2 NK Petrovec - NK Hajduk Sela 1:4  | NK AŠK Staro Pračno - NK Petrovec 1:1 NK Posavina Prelošćica - NK Sunjski Sunja 0:3 ↓1 NK Gvozd Vrginmost - NK Mahovo 1:1 NK Mladost Greda - NK Mladost Bobovac 2:0  | NK Mahovo - NK Mladost Greda4:2 NK Sunjski Sunja - NK Gvozd Vrginmost 5:0 NK Petrovec - NK Posavina Prelošćica 1:3 NK Hajduk Sela - NK AŠK Staro Pračno 2:2        |
| NK Posavina Prelošćica - NK Hajduk Sela 1:3 NK Gvozd Vrginmost - NK Petrovec 2:3 NK Mladost Greda - NK Sunjski Sunja 0:0 NK Mladost Bobovac - NK Mahovo3:3     | NK Sunjski Sunja - NK Mladost Bobovac 2:0 NK Petrovec - NK Mladost Greda2:1 NK Hajduk Sela - NK Gvozd Vrginmost 4:1 NK AŠK Staro Pračno - NK Posavina Prelošćica 2:1 | NK Gvozd Vrginmost - NK AŠK Staro Pračno 2:0 NK Mladost Greda - NK Hajduk Sela 2:4 NK Mladost Bobovac - NK Petrovec2:0 NK Mahovo - NK Sunjski Sunja 3:2            |
| NK Mahovo - NK Petrovec 1:3 NK Mladost Bobovac - NK Hajduk Sela0:1 NK Mladost Greda - NK AŠK Staro Pračno 0:0 NK Gvozd Vrginmost - NK Posavina Prelošćica 4:0  | NK Posavina Prelošćica - NK Mladost Greda4:1 NK AŠK Staro Pračno - NK Mladost Bobovac 0:6 NK Hajduk Sela - NK Mahovo 2:0 NK Petrovec - NK Sunjski Sunja 4:2          | NK Sunjski Sunja - NK Hajduk Sela 0:0 NK Mahovo - NK AŠK Staro Pračno 7:0 NK Mladost Bobovac - NK Posavina Prelošćica4:0 NK Mladost Greda - NK Gvozd Vrginmost 0:4 |
| NK Gvozd Vrginmost - NK Mladost Bobovac 3:1 NK Posavina Prelošćica - NK Mahovo1:0 NK AŠK Staro Pračno - NK Sunjski Sunja 2:8 NK Hajduk Sela - NK Petrovec 5:1  | NK Petrovec - NK AŠK Staro Pračno 5:2 NK Sunjski Sunja - NK Posavina Prelošćica 4:1 NK Mahovo - NK Gvozd Vrginmost 3:1 NK Mladost Bobovac - NK Mladost Greda2:2      | NK Mladost Greda - NK Mahovo3:2 NK Gvozd Vrginmost - NK Sunjski Sunja 1:0 NK Posavina Prelošćica - NK Petrovec 2:3 NK AŠK Staro Pračno - NK Hajduk Sela 0:2        |
| NK Hajduk Sela - NK Posavina Prelošćica 3:0 ↓2 NK Petrovec - NK Gvozd Vrginmost 7:2 NK Sunjski Sunja - NK Mladost Greda 6:1 NK Mahovo - NK Mladost Bobovac 2:0 | NK Mladost Bobovac - NK Sunjski Sunja 2:5 NK Mladost Greda - NK Petrovec1:4 NK Gvozd Vrginmost - NK Hajduk Sela 2:2 NK Posavina Prelošćica - NK AŠK Staro Pračno 2:1 | NK AŠK Staro Pračno - NK Gvozd Vrginmost 1:0 NK Hajduk Sela - NK Mladost Greda 3:0 NK Petrovec - NK Mladost Bobovac6:2 NK Sunjski Sunja - NK Mahovo 2:0            |